# هجرس أحمر الأذن
الهجرس أحمر الأذن (الاسم العلمي:Cercopithecus erythrotis) (بالإنجليزية: Red-eared Guenon)‏ هو نوع من الحيوانات يتبع جنس الالهجرس من فصيلة سعادين العالم القديم.